# クリスティーン (映画)
『クリスティーン』（Christine）は、1983年に公開されたアメリカ合衆国のホラー映画。110分、カラー。スティーヴン・キングの同名小説のジョン・カーペンター監督による映画化作品。クリスティーンは作品の中心となる車、赤の1958年型プリムス・フューリーに付けられた名前である。

## 概要

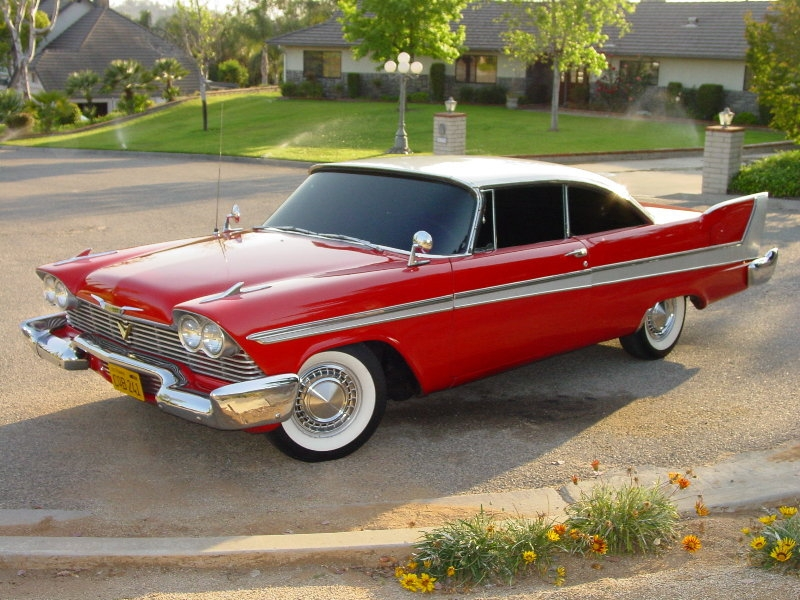
1958年型プリムス・フューリー

本作は原作の出版以前から映画化企画がなされ、カーペンターは5週間で撮影を終了した。長編である原作を2時間以内の映画にするには、持ち主の怨念がとりついた車と、それに取り巻く母子の愛憎劇という原作の筋書きは描ききれないため、もともと邪悪な意思を持つ車という設定に変更された。製作費の多くが、ストーリーの中心となるフューリーの再現と特殊効果に回され、全米から25台の車両が集められた。原作の各章の冒頭にロックの歌詞が書かれているのを受け、カーペンターは各場面に自身の選曲したオールディーズが、カーラジオから流れるという形で挿入した。ベストセラーとなった原作の出版から間をあけず公開され、アメリカでは興行的には健闘した。日本では、同じくキング原作の『クジョー』の1か月後に封切られたが、2週間で上映を打ち切られた。

## 車両
主人公の車は1958年型フューリーという設定であるが、純正のボディカラーはバックスキンベージュにゴールドトリムという組み合わせしか存在しなかった。映画ではスクリーン映えを考慮し、レッド塗装が用意されていた姉妹車両のベルベディアがフューリーとして使われた。映画予算の15%が車両費（購入費やレストア費）に費やされ、合計で25台が用意されたが、最終的には2台のみが現存している。

## あらすじ
1957年、デトロイト。1台の赤いプリムス・フューリーが完成しつつあった。しかし、生産ライン上にあるその車に乗って一服していた工員が車中で謎の死を遂げる。
時は流れて1978年、カリフォルニア州ロックブリッジ。いじめられっ子の気弱な高校生アーニー（キース・ゴードン）は、友人デニス（ジョン・ストックウェル）と学校の帰り道、偶然、ボロボロになって打ち捨てられていた1958年型フューリーに魅入り、貯金をはたいて持ち主の世捨て人ルベー（ロバーツ・ブロッサム）から買い取る。アーニーは車を「クリスティーン」と名付け可愛がるも、支配的な両親は許さず、アーニーは車をダーネル（ロバート・プロスキー）が経営する自動車修理工場に持ち込み、そこで働きながらクリスティーンを整備し新車同様までに修理する。しかし、実は邪悪な意志を持つ車だったクリスティーンは、アーニーを積極的だが粗野な性格に変えてゆく。
アーニーの変わり様を見たデニスはルベーを訪ね、クリスティーンの呪われた過去を知る。クリスティーンがアーニーのガールフレンド、リー（アレクサンドラ・ポール）を殺しかけた夜、クリスティーンは工場に忍び込んだ不良たちに破壊される。しかし、アーニーが「よし、（力を）見せろ」と言うとクリスティーンは自ら元通りによみがえる。そしてアーニーのいない間に不良たちを次々と殺害し、ダーネルもまた殺される。デニスは支配されてしまったアーニーを救うため、リーと共にブルドーザーでクリスティーンに戦いを挑むが、その最中にアーニーは死んでしまう。
壮絶な戦いは終わり、完全に破壊されスクラップの塊になったクリスティーンは、なおまだうごめくのだった。

## キャスト
| 役名                       | 俳優                         | 日本語吹替   | 日本語吹替 |
| 役名                       | 俳優                         | テレビ朝日版 | UHD BD版   |
| -------------------------- | ---------------------------- | ------------ | ---------- |
| アーニー・カニンガム       | キース・ゴードン             | 塩屋翼       | 松岡禎丞   |
| デニス・ギルダー           | ジョン・ストックウェル       | 堀内賢雄     | 日野聡     |
| リー・キャボット           | アレクサンドラ・ポール       | 高島雅羅     | 末柄里恵   |
| ウィル・ダーネル           | ロバート・プロスキー         | 坂口芳貞     | 小林操     |
| ルドルフ・ジャンキンス刑事 | ハリー・ディーン・スタントン | 千田光男     | 宮本充     |
| レジーナ・カニンガム       | クリスティーン・ベルフォード | 武藤礼子     |            |
| ジョージ・ルベー           | ロバーツ・ブロッサム         | 大木民夫     |            |
| バディ・レッパートン       | ウィリアム・オストランダー   | 谷口節       |            |
| ムーチー                   | マルコム・ダネア             | 牛山茂       |            |
| ドン・ヴァンデンバーグ     | スチュアート・チャーノ       | 島田敏       |            |
| ロザンヌ                   | ケリー・プレストン           | 堀越真己     |            |
| マイケル・カニンガム       | ロバート・ダーネル           | 秋元羊介     |            |

- テレビ朝日版：初回放送1990年9月16日『日曜洋画劇場』

## スタッフ
- 監督：ジョン・カーペンター
- 製作：リチャード・コブリッツ、ラリー・J・フランコ
- 製作総指揮：カービー・マッコレー、マーク・ターロフ
- 原作：スティーヴン・キング『クリスティーン』
- 脚本：ビル・フィリップス
- 撮影：ドナルド・M・モーガン
- 音楽：ジョン・カーペンター、アラン・ハワース
- 日本語字幕：菊地浩司

## 評価
レビュー・アグリゲーターのRotten Tomatoesでは29件のレビューで支持率は69%、平均点は5.90/10となった。Metacriticでは10件のレビューを基に加重平均値が57/100となった。

## 余談
- 2018年の映画『レディ・プレイヤー1』の冒頭におけるカーレースのシーンで、本作に登場するクリスティーンと同型の車両が登場する[5]。